# Sumiński Hrabia

Herb w stylizacji Tadeusza Gajla

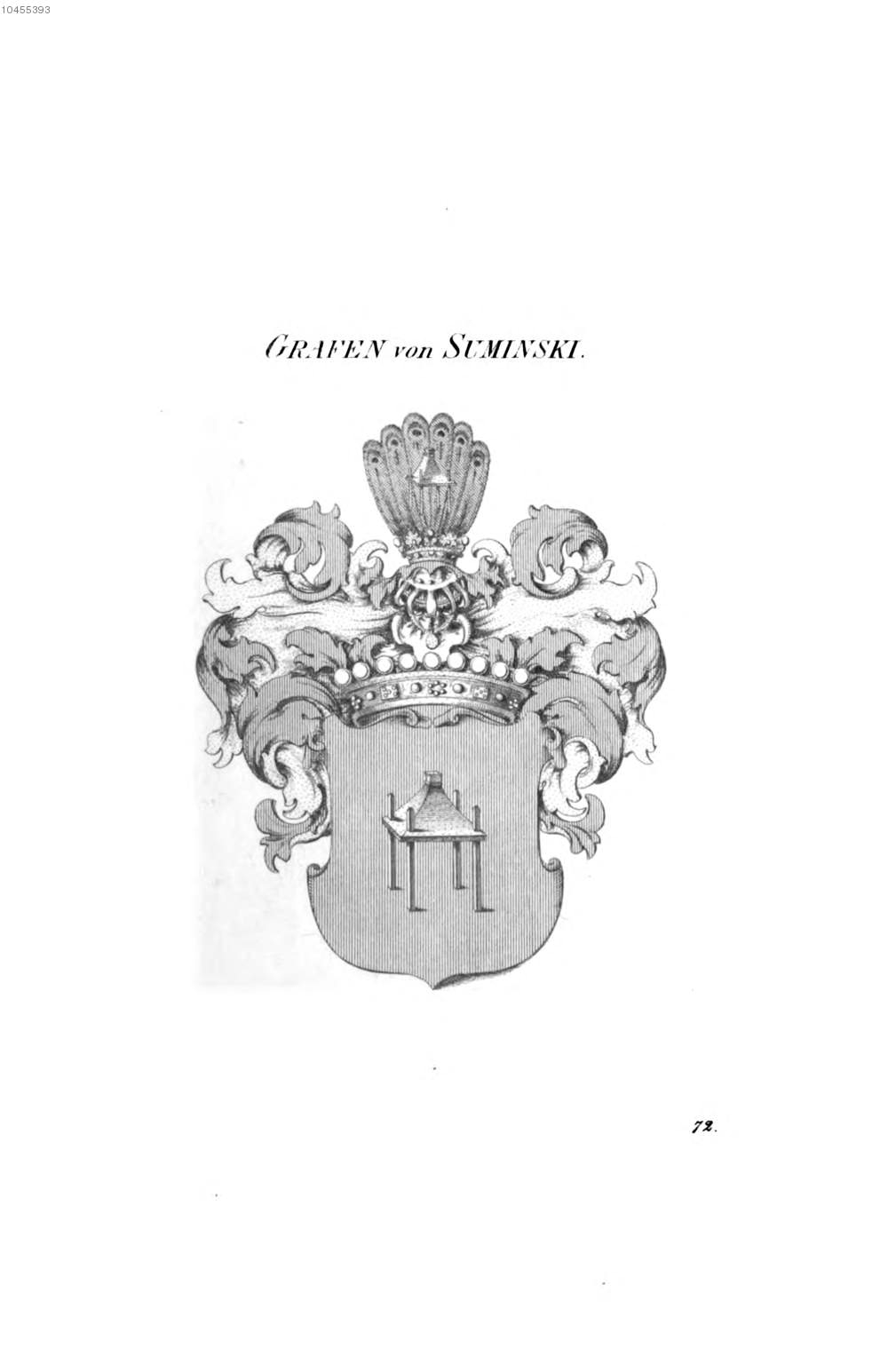
Herb wedle Tyroffa

Sumiński Hrabia, Sumieński, Szumiński, Szumieński, Leszczyc odm. – polski herb hrabiowski, odmiana herbu Leszczyc, nadany w Prusach.

## Opis herbu
Opis herbu stworzony zgodnie z klasycznymi regułami blazonowania:
W polu czerwonym na bróg złoty. Na tarczy korona hrabiowska nad którą hełm z klejnotem: bróg złoty w skos na ogonie pawim. Labry czerwone podbite złotem.

## Najwcześniejsze wzmianki
Nadany jednej z linii kujawskiej rodziny szlacheckiej z Sumina, znanej już w XIV wieku, w osobie Artura Józefa Gabriela w Saksonii w 1 lipca 1870 roku i w Prusach 14 listopada 1876 roku. Brat Artura, Michał Hieronim, otrzymał pruski tytuł hrabiowski i pozwolenie używania nazwiska Leszczyc-Sumiński 22 listopada 1843. 
Wizerunek herbu pojawia się w herbarzu pruskim J.A. Tyroffa z 1872 roku, gdzie bróg w klejnocie jest pozycji jak w godle
W herbarzu Siebmachera z 1857 roku herb ten wyobrażony jest jako zwykły herb szlachecki.
Herb pojawił się też w albumie heraldycznym Griztnera i Hildebrandta z 1889 roku oraz w kolejnej części herbarza Siebmachera z 1905 roku.

## Herbowni
Jedna rodzina herbownych (herb własny):
- graf Leszczyc von Sumin-Sumiński.